# Livello di accesso alla rete
In telecomunicazioni il livello di accesso alla rete (link layer o network access layer) è il livello più basso della suite di protocolli Internet normalmente conosciuta come TCP/IP ed è corrispondente al livello di collegamento dati (data link layer) del modello OSI. È descritto nel RFC 1122 e RFC 1123. Questo livello raggruppa i metodi e i protocolli di rete che operano unicamente sul collegamento fisico a cui l'host è collegato.
Come riportato da RFC 1122 i protocolli ethernet, IEEE 802 e Point-to-Point Protocol sono esempi di protocolli che operano a questo livello.

## Definizione negli standard e nella documentazione tecnica
La documentazione tecnica riguardante le reti locali come le implementazioni di ethernet e IEEE 802 si basano sul modello OSI a 7 livelli piuttosto che sull modello TCP/IP. Il modello TCP/IP non prende in considerazione le specifiche legate all'hardware in quanto assume che ci sia un'infrastruttura fisica di trasporto operativa in grado di trasportare i frame fra i nodi. Di conseguenza le descrizioni del modello TCP/IP nelle RFC 1122 e RFC 1123, non si prendono in carico le definizioni dello strato fisico di trasporto. Alcuni autori di documentazione tecnica sono propensi nel considerare che gli aspetti fisici siano parte integrante del livello di accesso alla rete.
Altri autori considerano, invece, che la trasmissione fisica dei dati non faccia parte di questo protocollo di comunicazione e che quindi non faccia parte del modello TCP/IP. 
Questi autori partono dall'assunzione che ci sia un livello fisico sotto il livello di accesso alla rete. Diversi di questi utilizzano il termine del modello OSI livello di collegamento dati (data link layer) invece di livello di accesso alla rete (link layer).

## Protocolli del livello di accesso alla rete
I protocolli di rete definiti in questo livello operano unicamente sul segmento di rete locale a cui è connesso l'host. I loro pacchetti non vengono ruotati su altri segmenti di rete.
I principali protocolli di questo livello sono:
- Address Resolution Protocol (ARP)
- Reverse Address Resolution Protocol (RARP)
- Neighbor Discovery Protocol (NDP)
- Open Shortest Path First (OSPF) nella sua implementazione IPv6 perché la sua implementazione IPv4 è considerata a livello di rete

## Standard IETF
- RFC 1122, "Requirements for Internet Hosts -- Communication layers," IETF, R. Braden, ottobre 1989
- RFC 1123, "Requirements for Internet Hosts -- Application and Support," IETF, R. Braden, ottobre 1989
- RFC 893, "Trailer Encapsulations," S. Leffler and M. Karels, aprile 1984
- RFC 826, "An Ethernet Address Resolution Protocol," D. Plummer, novembre 1982
- RFC 894, "A Standard for the Transmission of IP Datagrams over Ethernet Networks," C. Hornig, aprile 1984
- RFC 1042, "A Standard for the Transmission of IP Datagrams over IEEE 802 Networks," J. Postel and J. Reynolds, febbraio 1988
- RFC 2740, "OSPF for IPv6", R. Coltun, et al., dicembre 1999